# 302 (szám)
A 302 (római számmal: CCCII) egy természetes szám, félprím, a 2 és a 151 szorzata.

## A szám a matematikában
A tízes számrendszerbeli 302-es a kettes számrendszerben 100101110, a nyolcas számrendszerben 456, a tizenhatos számrendszerben 12E alakban írható fel.
A 302 páros szám, összetett szám, azon belül félprím, kanonikus alakban a 21 · 1511 szorzattal, normálalakban a 3,02 · 102 szorzattal írható fel. Négy osztója van a természetes számok halmazán, ezek növekvő sorrendben: 1, 2, 151 és 302.
A 302 négyzete 91 204, köbe 27 543 608, négyzetgyöke 17,37815, köbgyöke 6,70917, reciproka 0,0033113. A 302 egység sugarú kör kerülete 1897,52196 egység, területe 286 525,81638 területegység; a 302 egység sugarú gömb térfogata 115 374 395,4 térfogategység.